# Söderåsen (montanha)
Söderåsen (  PRONÚNCIA) é uma montanha de tipo horst da província histórica da Escânia. 

O seu ponto mais alto tem 212 metros. 

Esta montanha está localizada a 30 km de Helsingborg. 